# Ottmar Schreiner

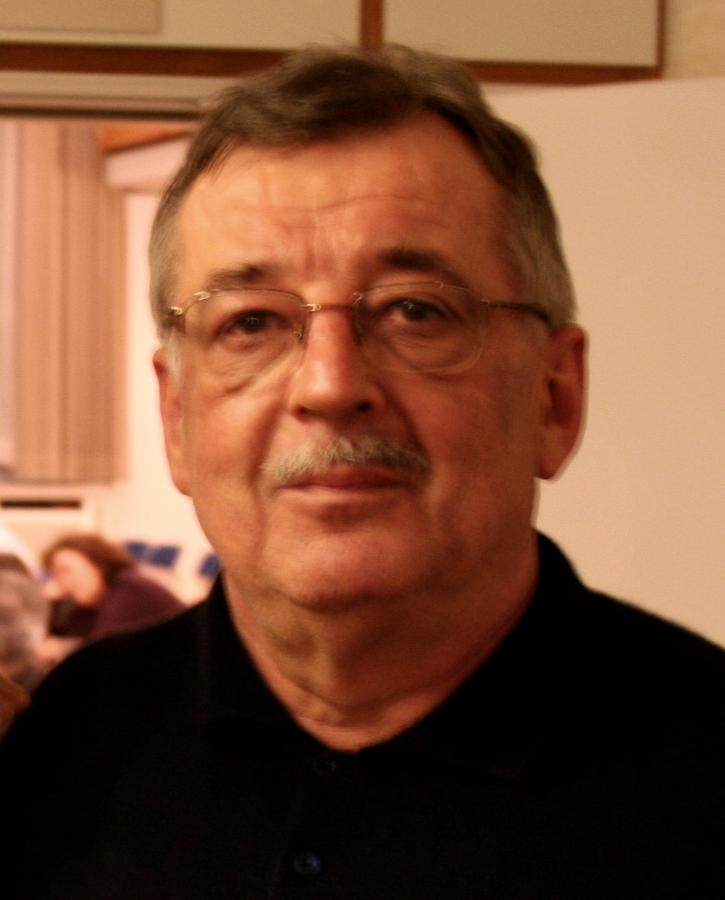
Ottmar Schreiner am 10. Dezember 2007 in Darmstadt (Justus-Liebig-Haus)

Ottmar Schreiner (* 21. Februar 1946 in Merzig; † 6. April 2013 in Saarlouis) war ein deutscher Politiker. Er galt als einer der profiliertesten Vertreter des linken Parteiflügels der SPD. Von 1980 bis zu seinem Tode war er Bundestagsabgeordneter, von 1997 bis 1998 stellvertretender Fraktionsvorsitzender der SPD-Bundestagsfraktion und von 1998 bis 1999 Bundesgeschäftsführer der SPD. Zwölf Jahre lang war er Bundesvorsitzender der Arbeitsgemeinschaft für Arbeit (AfA) der SPD.

## Leben und Beruf
Nach dem Abitur 1966 am Gymnasium am Stefansberg Merzig war er zunächst als Soldat auf Zeit bei der Bundeswehr. Er ließ sich bei der Fallschirmjägertruppe zum Reserveoffizier ausbilden und beteiligte sich danach noch jahrzehntelang als Oberleutnant der Reserve an Wehrübungen. Nach der Ausbildung zum Reserveoffizier absolvierte er ab 1968 ein Studium der Rechtswissenschaft an der Universität des Saarlandes, der FU Berlin sowie in Lausanne.
Im Sommer 2010 wurde bei Schreiner ein Blasenkarzinom diagnostiziert, wonach er sich für zwei Operationen und eine Nachbehandlung bis zum Jahresende aus der Öffentlichkeit zurückzog. Im Januar 2013 verzichtete Schreiner wegen der Wiederkehr des Krebsleidens auf eine weitere Kandidatur zum Bundestag. Er musste wieder ins Krankenhaus und starb am 6. April 2013 an den Folgen der Krankheit. Am 12. April wurde er auf dem Alten Friedhof in Saarlouis beerdigt. An der Beerdigungszeremonie in der katholischen Kirche St. Ludwig mit Ansprachen des SPD-Bundesvorsitzenden Sigmar Gabriel, des SPD-Landesvorsitzenden Heiko Maas und des IG-Metall-Bezirksvorsitzenden Armin Schild nahmen über 700 Personen teil.
Ottmar Schreiner war verheiratet, aus der Ehe stammen zwei Töchter. Einen Sohn brachte Schreiners Frau aus erster Ehe mit in die Familie.
In Berlin wohnte Schreiner in dem Haus Am Kupfergraben 6 gegenüber dem Pergamonmuseum, im selben Haus wie Angela Merkel, in dem auch Lothar de Maizière seine Kanzlei hat.
Seit 1981 war er Mitglied der IG Metall.

## Partei
Schreiner trat 1969 in die SPD ein und engagierte sich zunächst vor allem bei den Jusos und in der studentischen Politik an den Hochschulen.
Schreiner war eines der Gründungsmitglieder der Juso-Hochschulgruppen. Als deren Kandidat wurde er in das Studentenparlament der Universität des Saarlandes in Saarbrücken gewählt und war dann 1970/72 Vorsitzender des Allgemeinen Studenten-Ausschusses (AStA). 1972–1973 gehörte er dem Vorstand des Verband Deutscher Studentenschaften (VDS) an.
Schreiner war von 1974 bis 1977 stellvertretender Bundesvorsitzender der Jusos und kandidierte 1977 und 1978 jeweils für das Amt des Bundesvorsitzenden. Er konnte sich 1977 jedoch nicht gegen Klaus Uwe Benneter und 1978 nicht gegen Gerhard Schröder durchsetzen. Innerhalb der Jusos gehörte Schreiner der Strömung der Reformsozialisten an.
Von 1998 bis 1999 war er auf Vorschlag des damaligen Parteivorsitzenden Oskar Lafontaine Bundesgeschäftsführer der SPD. Sechs Monate nach dessen Rücktritt im März 1999 schied im September auch Schreiner aus dem Amt, das sein Vorgänger Franz Müntefering kommissarisch übernahm.
Von 2000 bis 2012 war er Bundesvorsitzender der Arbeitsgemeinschaft für Arbeit. Außerdem gehörte er von 2001 bis 2011 dem SPD-Bundesvorstand an.

## Abgeordneter
Ottmar Schreiner war seit 1980 Mitglied des Deutschen Bundestages und dort von 1990 bis 1997 sozialpolitischer Sprecher und von 1997 bis 1998 stellvertretender Vorsitzender der SPD-Bundestagsfraktion.
Nachdem Schreiner zuvor stets über die SPD-Landesliste Saarland in den Bundestag eingezogen war, wurde er von 1990 bis 2005 stets direkt im Wahlkreis Saarlouis gewählt. 2009 kam er erneut über die Landesliste in den Bundestag.
Seit 2005 war Schreiner ordentliches Mitglied im Ausschuss für die Angelegenheiten der Europäischen Union und stellvertretendes Mitglied im Ausschuss für Arbeit und Soziales.
Innerhalb der SPD-Bundestagsfraktion gehörte er der Parlamentarischen Linken an. Er war stets ein scharfer Kritiker der Agenda 2010 und hatte als einziger Abgeordneter der großen Koalition gegen eine Lieferung von U-Booten nach Pakistan gestimmt.
Im Januar 2013 verzichtete Schreiner wegen seines Krebsleidens auf eine erneute Kandidatur zur Bundestagswahl 2013.

## Publikationen (Auswahl)
- Die Gerechtigkeitslücke: Wie die Politik die Gesellschaft spaltet; 2008
- Arbeit für alle? Wege aus der Arbeitslosigkeit; 1998

## Zitat
„Die Agenda 2010 war in weiten Teilen nichts anderes als platter, neoliberaler Sozialabbau. Dass sich Gewerkschaften dagegen wehren, ist mehr als legitim“

## Nachrufe
- Ulrike Winkelmann: Ottmar Schreiner ist tot: Mutiger als die anderen. In: die tageszeitung, 7. April 2013
- Bernard Bernarding: Trauer um SPD-Politiker Ottmar Schreiner. In: Saarbrücker Zeitung. 8. April 2013, archiviert vom Original am 14. März 2017; abgerufen am 13. März 2017.
- Cansel Kiziltepe: Ein Kämpfer ist von uns gegangen
- SPD.de:
  - Sigmar Gabriel: Ein überzeugter Sozialdemokrat
  - Christine Kroke: „Ein leidenschaftlicher Linker“
- Der Spiegel:
  - bos/dpa: Gegner der Agenda 2010: SPD-Politiker Ottmar Schreiner ist tot – Todesmeldung vom 6. April 2013
  - Gestorben (Kurz-Nachruf vom 15. April 2013)
- dpa/rela/SZ: „Soziales Gewissen“ der Sozialdemokraten

## Ehrungen
2003 erhielt Schreiner den Medienpreis Goldene Ente der Landespressekonferenz Saar.